# 賈永婕
賈永媫（1974年7月21日—），藝名賈永婕，臺灣女藝人，曾任模特兒、節目主持人，業餘三鐵運動愛好者。2024年9月，由行政院核定出任台北101董事長。

## 經歷

### 家庭
賈永婕生長於一個軍人4口小康之家，父親賈大駿是中華民國海軍上校，曾任駐大韩民国武官。祖父曾任圓山大飯店圓山聯誼會秘書。曾祖父是賈德耀，安徽合肥人，出身清末袁世凱北洋軍第二鎮，曾任中華民國北洋政府國務總理。皖系戰敗，退隱上海。抗日戰爭時拒絕汪精衛政府邀請附日之後病歿。中華民國政府追贈陸軍上將。
2002年，賈永婕與交往三個月辭修高中學長在美国拉斯维加斯結婚，其丈夫為德杰集團董事長王明德之子王兆杰，育有二女一子。

### 創立品牌
2004年，CH Wedding 經典婚紗。

### 軼聞
2015年4月，涉及阿帕契打卡案的藝人李蒨蓉點名好友賈永婕接受冰桶挑戰。
2015年6月八仙樂園彩色派對火災後，賈永婕於網路呼籲治療燒燙傷用途的屍皮名稱駭人應該換名，其後衛生福利部將屍皮更名為「大體皮膚」，但部分網友認為屍皮為醫學的專有名詞，質疑外行人領導內行人、不尊重醫療專業，而賈永婕亦被網友稱為「大體皮膚之母」，並將整起事件稱為「永婕諫皮」。為此賈永婕出面致歉，表示這兩年經歷至親好友意外過世，無意要帶給醫療人員任何的困擾，也無意干涉醫療專業，初衷只是望一般人在口語上、文字報導上面可稍加修飾。
2023年2月，媒體人黃光芹爆料賴清德曾經私下找賈永婕擔任未來的副總統候選人。之後賴清德澄清說，「大家想一想，我還沒有拿到民進黨總統候選人代表權，怎麼可能去談論副手的事情，沒有這個事情」，賈永婕則說，「太好笑，我坐在家裡這種新聞都會掉到我頭上，我沒有要選啦」。
2023年3月18日，因二場BLACKPINK演唱會，引爆「遮蔽視線」秋後算帳。繼藝人郭書瑤在Instagram上發限動訴苦自己視線遭到擋住後，藝人賈永婕接著也被爆料從頭到尾在座位區但站著，導致環環相扣的情況下漸漸站起來的人越來越多。對此，賈永婕19日發文表示「我們也要站起來才能看到」，也對於造成困擾感到抱歉。不過《ETtoday新聞雲》記者特地訪問坐在她後排的粉絲認為賈永婕說謊，更出示當晚證據照顯示賈永婕就位在第一排，應當沒有被遮蔽的問題。
2024年11月20日，因老公王兆杰在101大樓點燈打字「德杰集團 永婕同心」公開秀恩愛，放閃舉動遭民眾質疑，賈永婕夫妻公器私用。對此賈永婕19日發聲明澄清，一切都經過董事會同意，也符合所有行政流程。

## 慈善活動
2016年，首位亞洲女性接力泳渡英吉利海峽，完成Arch to Arc 倫敦巴黎跨海三鐵挑戰賽，並為慈善團體募款212萬台幣。
2021年，台灣爆發COVID-19本土疫情，賈永婕原本只是各處贈送愛心便當給醫護人員，但當收到一個臉書朋友的訊息，得知現在各醫院最缺的是高流量氧氣鼻導管全配系統（HFNC），醫護人員簡稱「救命神器」，一般呼吸器是面罩式，病人不能俯臥（肺炎病人需要俯臥姿位引流），也沒辦法吃東西。這個是鼻導管高流，病人可以自行進食。這台機器同時也可以降低護理人員的感染機率，對一線醫護來說，除了食物的打氣，這台救命神器是他們目前最需要的。但當跟台大醫院急診室也確認需求，且台大真的很缺時，賈永婕受到衝擊：「什麼？不只公立醫院缺？連台大都缺？我心都碎了！」她也去爬文「ICU醫生陳志金」的文章，知道這是真的，再接下來亞東、榮總、慈濟來的訊息都說「是真的、是救命神器我們很需要」，讓她心疼直呼「天啊！」當時這一台HFNC全配定價27萬，但是公立醫院還要需要招標緊急採購程序才能買，賈永婕心想：「好，我一定要做些什麼！」行動力超強的賈永婕馬上找到原廠廠商，問到台灣有現貨，所以決定直接買機器捐物資送給醫院，直接又快速，現在就是在搶時間跟時間賽跑！她第一個打給她老公(王兆杰)，請問他要捐幾台？他說15台，能力有限且只能應付一家醫院的需求！她接著開始一通接著一通電話地打去給企業界的朋友，「我沒有想到每個朋友全部都熱血參與，沒有一個人拒絕我。天啊！我要哭了！已哭！我的朋友全部大力相挺，大家都好愛台灣，出錢出力！正常的採購從訂購到交貨大約要三週到一個月的時間，他們三天內完成，搶時間跟時間賽跑！在賈永婕發起募捐後，在2天內募得6804萬新臺幣購得252台HFNC ，後陸續總募得330台，總價約8,910萬新臺幣，並在第一時間親自前往捐贈給各地前線醫院，醫護人員與民間大受鼓舞，因而有「護國天使」、「抗疫女神」封號  。但賈永婕表示：「我不是為了什麼光環才去做，只希望給孩子一個榜樣，有能力助人時，就算被流言攻擊也要做下去！」 對此，總統蔡英文也於6月17日親自致電表達謝意 ，更在臉書上證實通話一事，除了感謝賈永婕對醫護的熱心力挺，更表示「妳的熱情我100％可以證明，妳是美少女這件事我120％更可以證明」，對於讓賈永婕受委屈感到抱歉，並要請賈永婕代她轉達謝意給背後團隊。賈永婕先前也在臉書留言給蔡總統說「總統好！我們會繼續努力的，謝謝您。」蔡總統也回覆留言說「謝謝永婕和所有一起支持醫護的朋友，我們一起繼續努力，戰勝病毒！」。
2022年5月成立「台灣永婕美少女慈善協會」，不到1年募得4089 餘萬元，目前可用餘額為284餘萬元，2023年2月受訪透露，剩餘的款項會捐醫療設備給偏鄉的醫院，「能盡量幫忙就幫忙。」賈永婕盡心盡力做公益，被封「防疫大嬸」，卻有些網友不理解，留言狠酸是在做秀，她大氣說：「沒關係啦，我都這把年紀了，這都是看個人的修行，我可以很大聲、正大光明地說，這件事真的幫助了很多人，很實質地用在很多人身上，救了很多寶貴的生命。應該大部分的人都可以理解吧？如果是很惡意的攻擊，那也沒辦法，畢竟想要做好事的時候，就必需要有承擔的勇氣。」透露此專案5月就要結束，「會把所有的捐款通通都捐出去，現在還有3個月，時間還很充裕，我們就慢慢地來做這件事情。」

## 電視劇
| 年份   | 頻道 | 劇名               | 飾演 |
| ------ | ---- | ------------------ | ---- |
| 2000年 | 華視 | 《吉祥如意年年來》 | 心蓮 |

## 主持作品
| 年份 | 頻道             | 節目名               | 備註     |
| ---- | ---------------- | -------------------- | -------- |
|      | 華視             | 《晨間新聞》         | 主播     |
|      | 華視             | 《圓滿任務》         |          |
|      | 華視             | 《幸福百分百》       |          |
|      | 八大綜合台       | 《網路地球村》       |          |
|      | 傳訊電視大地頻道 | 《時間遊戲》         |          |
|      | 傳訊電視大地頻道 | 《我愛開麥拉》       |          |
|      | 華視             | 《今夜讓你樂一下》   |          |
|      | 華視             | 《地球萬萬歲》       |          |
|      | 中視             | 《繞著地球跑》       | 外景主持 |
|      | 八大綜合台       | 《娛樂晚點名》       |          |
|      | 八大第一台       | 《亞洲新人歌唱大賽》 |          |
|      | 民視             | 《就是愛玩美》       |          |

## 出版作品

### 書籍
| 年份   | 書名                                         | 出版社   | ISBN               |
| ------ | -------------------------------------------- | -------- | ------------------ |
| 2002年 | 《韓國娛樂總動員》                           | 商周出版 | ISBN 9574699110    |
| 2003年 | 《魔鬼佳人72變-賈永婕瘦身保養全記錄》        | 布克文化 | ISBN 9789572880609 |
| 2004年 | 《找到幸福：贾永婕的心灵、美容、瘦身、婚纱》 | 時周文化 | ISBN 9789867586162 |
| 2013年 | 《51.5公里的瘋狂：賈永婕的三鐵美麗人生》     | 高寶國際 | ISBN 9789861859064 |
| 2015年 | 《賈永婕的10個婚紗愛情故事》                 | 時報出版 | ISBN 9789571362397 |
| 2016年 | 《鐵人媽媽賈永婕的Brunch》                   | 時報出版 | ISBN 9789571365510 |

## 獎項紀錄
| 年份   | 頒獎典禮                    | 獎項     | 結果 |
| ------ | --------------------------- | -------- | ---- |
| 2022年 | 2021 yahoo!奇摩搜尋人氣大獎 | 爆紅女神 | 獲獎 |